# Condado de Pinto
El condado de Pinto es un título nobiliario español creado el 2 de julio de 1624 por el rey Felipe IV a favor de Luis Carrillo de Toledo, I marqués de Caracena.
Su denominación hace referencia al municipio de Pinto, en la provincia de Madrid.

## Orígenes del linaje de los condes de Pinto
Luis Carrillo de Toledo descendía de Lope Vázquez de Acuña, noble de origen portugués que se asentó en la Castilla de Enrique III en 1397, y su mujer Teresa Carrillo de Albornoz, a través de su hijo Gómez Carrillo de Acuña, señor de Jadraque (Guadalajara), camarero mayor de Juan II y repostero de Enrique IV, quien contrajo matrimonio con María de Castilla, nieta de Pedro I. Su hijo Alonso Carrillo de Acuña se integró en la oligarquía toledana a través de su matrimonio con Leonor de Toledo, hija y heredera del señor de Pinto (Madrid), Pedro Suárez de Toledo, regidor en esta ciudad. Los Reyes Católicos le otorgaron los señoríos sorianos de Caracena e Inés, siendo sucedido por su hijo Gómez Carrillo de Acuña, quien contrajo matrimonio con Beatriz Sarmiento. Su hijo Alonso Carrillo de Acuña contrajo matrimonio en tres ocasiones, siendo sucedido por su hijo Luis Carrillo de Toledo quien tuvo de Leonor Chacón a Luis Carrillo de Toledo, I marqués de Carecena y I conde de Pinto.

## Condes de Pinto
|                        | Titular                                                     | Periodo                |
| Creación por Felipe IV | Creación por Felipe IV                                      | Creación por Felipe IV |
| ---------------------- | ----------------------------------------------------------- | ---------------------- |
| I                      | Luis Carrillo de Toledo                                     | 1624-1626              |
| II                     | Ana Carrillo de Toledo                                      | 1626-¿?                |
| III                    | Luis Francisco de Benavides y Carrillo de Toledo            | ¿?-1668                |
| IV                     | Ana Antonia de Benavides Carrillo de Toledo y Ponce de León | 1668-1707              |
| V                      | Francisco María de Paula Téllez-Girón y Benavides           | 1707-1716              |
| VI                     | José María Téllez-Girón y Benavides                         | 1716-1733              |
| VII                    | Andrés Manuel López Pacheco y Téllez-Girón                  | 1733-1789              |
| VIII                   | Diego Fernández de Velasco                                  | 1789-1811              |
| IX                     | Bernardino Fernández de Velasco Pacheco y Téllez-Girón      | 1811-1851              |
| X                      | Bernardina Fernández de Velasco y Roca de Togores           | 1851-1869              |
| XI                     | Francisco de Borja Téllez-Girón y Fernández de Velasco      | 1870-1897              |
| XII                    | María del Rosario Téllez-Girón y Fernández de Córdoba       | 1897-1951              |
| XIII                   | Ángela María Téllez-Girón y Duque de Estrada                | 1951-2015              |
| XIV                    | Ángela María de Solís-Beaumont y Téllez-Girón               | 2016-hoy               |

## Historia de los condes de Pinto
- Luis Carrillo de Toledo (Puebla de Montalbán, 1564-Madrid, 2 de febrero de 1626), I conde de Pinto, I marqués de Caracena, señor de Inez, del Consejo de Estado, virrey de Valencia (1606-1615), capitán general de Galicia (1596-1606), caballero de la Orden de Santiago, comendador de Estriana (1603-1609), Montizón y Chiclana (1609).[2][3]

Casó en primeras nupcias en 1578 con Isabel de Velasco y Mendoza (m. 1613), hija de Francisco Hurtado de Mendoza, I marqués de Almazán, y de María de Cárdenas con quien tuvo todos sus hijos. Después de enviudar, contrajo un segundo matrimonio en 1617 con Juana de Noronha, hija de Alfonso de Noronha, virrey de la India Portuguesa. Se casó en terceras nupcias el 2 de mayo de 1624 con Ana María de Acuña y Guzmán, III marquesa de Vallecerrato. Le sucedió su hija del primer matrimonio:
- Ana Carrillo de Toledo, II condesa de Pinto, II marquesa de Caracena.[2]

Casó en 1606 con Luis Francisco de Benavides y Mendoza de Cortés, IV marqués de Frómista. Le sucedió su hijo:
- Luis Francisco de Benavides y Carrillo de Toledo (Valencia, 20 de septiembre de 1608-Madrid, 6 de enero de 1668), III conde de Pinto, III marqués de Caracena, V marqués de Frómista, señor de Inez, San Muñoz, Matilla y Valdematilla, caballero y trece de la Orden de Santiago (1661), gentilhombre de Felipe el Grande, maestre de campo, del Consejo de Guerra (1636), capitán general de la caballería en Flandes (1646), gobernador y capitán general en Milán (1648-1656), gobernador de armas y teniente gobernador de los Países Bajos (1656), gobernador general de los Países Bajos y Borgoña (1659-1664), del Consejo de Estado (1659), capitán general de la artillería de España (1665), capitán general de las armadas y flotas de la carrera de Indias (1665), capitán general y gobernador de Extremadura (1665), presidente del Consejo Supremo de Flandes (1668).[2]

Casó en 1652, por poderes, con Catalina Ponce de León y Fernández de Córdoba, hija de Rodrigo Ponce de León, IV duque de Arcos, y su esposa Ana Francisca Enríquez de Aragón. Le sucedió su hija:
- Ana Antonia de Benavides Carrillo de Toledo y Ponce de León (Milán, 14 de abril de 1653-Madrid, 4 de febrero de 1707), IV condesa de Pinto, IV marquesa de Caracena, VI marquesa de Frómista, señora de San Muñoz y Valdematilla.[5]

Casó en 1672 con Gaspar Téllez-Girón y Sandoval (1625-1694), V duque de Osuna, V marqués de Peñafiel, IX conde de Ureña. Le sucedió su hijo:
- Francisco María de Paula Téllez-Girón y Benavides (Madrid, 11 de marzo de 1678-París, 13 de abril de 1716), V conde de Pinto, VI duque de Osuna, X conde de Ureña, gentilhombre de cámara de Carlos II, capitán general del ejército y costas de Andalucía, capitán de la segunda compañía de guardias de corps, embajador en Francia, primer plenipotenciario de España para la Paz de Utrecht.[6]

Casó el 6 de marzo de 1695, en Madrid, con María Velasco y Tovar. Sin descendencia. Le sucedió su hermano:
- José María Téllez-Girón y Benavides (1685-1733), VI conde de Pinto, VII duque de Osuna, V marqués de Caracena, VII marqués de Frómista.

Casó con Francisca Bibiana Pérez de Guzmán el Bueno y Silva. Le sucedió:
- Andrés Manuel López Pacheco y Téllez-Girón, Acuña y López Sandoval y Pacheco (Puebla de Montalbán, 8 de noviembre de 1728-Madrid, 10 de julio de 1789), VII conde de Pinto, VII marqués de Caracena, VII duque de Uceda, VI conde de la Puebla de Montalbán, IX marqués de Frómista, VII marqués de Belmonte, XII marqués de Berlanga, VIII marqués de Toral, señor de Gálvez y Jumela, Osma, Berzosa, Alcubilla, las Moralejas, Inés, Samuñoz etc., caballero del Toisón de Oro y de la Orden de Carlos III, gentilhombre de cámara con ejercicio de los reyes Felipe V, Fernando VI y Carlos III de España, sumiller de corps del príncipe Carlos de Borbón (futuro Carlos IV de España), tesorero perpetuo de las reales casas de la moneda de Madrid.[7]

Casó el 15 de septiembre de 1748, en Madrid, con su prima carnal María de la Portería Fernández de Velasco Tovar y Pacheco (1735-1796), VIII condesa de Peñaranda de Bracamonte, XVIII condesa de Luna, VI marquesa del Fresno. Le sucedió su hijo:
- Diego Fernández de Velasco (Madrid, 8 de noviembre de 1754-París, 11 de febrero de 1811), VIII conde de Pinto, VIII marqués de Caracena, VIII duque de Uceda, XIII duque de Frías, XIII duque de Escalona, X marqués de Frómista, VIII marqués de Belmonte, XIII marqués de Berlanga, IX marqués de Toral, VI marqués de Cilleruelo, XII marqués de Jarandilla, XIII marqués de Villena, VII marqués del Fresno, X marqués de Frechilla y Villarramiel, X marqués del Villar de Grajanejos, XVII conde de Haro, XVII conde de Castilnovo, XIX conde de Luna, VII conde de la Puebla de Montalbán, XII conde de Salazar de Velasco, IX conde de Peñaranda de Bracamonte, XV conde de Fuensalida, IX conde de Colmenar de Oreja, XV conde de Oropesa, XIV conde de Alcaudete, XIV conde de Deleytosa, XVII conde de Alba de Liste, caballero del Toisón de Oro y de Santiago.[9]

Casó el 17 de julio de 1780, en Madrid, con Francisca de Paula de Benavides y Fernández de Córdoba (1757-1827), hija de Antonio de Benavides y de la Cueva, II duque de Santisteban del Puerto etc. Le sucedió su hijo:
- Bernardino Fernández de Velasco Pacheco y Téllez-Girón (20 de junio de 1783-28 de mayo de 1851), IX conde de Pinto, IX marqués de Caracena, IX duque de Uceda, XIV duque de Frías, XIV duque de Escalona, IX marqués de Belmonte, XI marqués de Frómista, XIV marqués de Berlanga, X marqués de Toral, XIV marqués de Villena, VIII marqués del Fresno, XIII marqués de Jarandilla, XI marqués de Frechilla y Villarramiel, XI marqués del Villar de Grajanejos, XVIII conde de Haro, XVIII conde de Castilnovo, XVIII conde de Alba de Liste, XX conde de Luna, VIII conde de la Puebla de Montalbán, XIII conde de Salazar de Velasco, X conde de Peñaranda de Bracamonte, XVI conde de Fuensalida, X conde de Colmenar de Oreja, XVI conde de Oropesa, XV conde de Alcaudete, XV conde de Deleytosa, caballero del Toisón de Oro y de la Orden de Calatrava, embajador en Londres, consejero de Estado durante el Trienio Liberal (1820-1823), enviado a París en 1834 como representante especial en la negociación y firma de la Cuádruple Alianza, presidente del gobierno (1838).[10]

Casó en primeras nupcias en 1802 con María Ana Teresa de Silva Bazán y Waldstein (m. 1805), hija de  José Joaquín de Silva Bazán y Sarmiento, IX marqués de Santa Cruz, X marqués del Viso, VII y último marqués de Bayona, VI marqués de Arcicóllar, conde de Montauto, y conde de Pie de Concha. Sin descendientes de este matrimonio.
Casó en segundas nupcias con María de la Piedad Roca de Togores y Valcárcel (1787-1830), hija de Juan Nepomuceno Roca de Togores y Scorcia, I conde de Pinohermoso, XIII barón de Riudoms.
Casó en terceras nupcias (matrimonio desigual, post festam, legitimando la unión de hecho) con Ana Jaspe y Macías (m. 1863).
Le sucedió su hija:
- Bernardina María de la Presentación Fernández de Velasco y Roca de Togores (1815-1869), X condesa de Pinto, X duquesa de Uceda, XXIII condesa de Luna, XIII condesa de Peñaranda de Bracamonte.[13]

Casó en 1838 con Tirso María Téllez-Girón y Fernández de Santillán (1817-1871). El 15 de diciembre de 1870 le sucedió su hijo:
- Francisco de Borja Téllez-Girón y Fernández de Velasco (Madrid, 10 de octubre de 1839-8 de julio de 1897), XI conde de Pinto, XI duque de Uceda, XV duque de Escalona, IX conde de la Puebla de Montalbán, XV marqués de Villena, XIX conde de Alba de Liste, XI marqués de Belmonte, doctor en derecho, senador del reino por derecho propio, caballero de la Orden de Santiago, Gran Cruz de Carlos III, gentilhombre de cámara de Isabel II, Alfonso XII y de la reina regente de España.[14]

Casó el 15 de octubre de 1867, en Madrid, con Ángela María de Constantinopla Fernández de Córdoba y Pérez de Barradas. Le sucedió su hija:
- María del Rosario Téllez-Girón y Fernández de Córdoba, Pacheco Velasco y Pérez de Barradas (Madrid, 7 de septiembre de 1872-11 de noviembre de 1951), XII condesa de Pinto, XVIII duquesa de Medina de Rioseco, XV condesa de Peñaranda de Bracamonte.[15]

Sin descendencia. Le sucedió su sobrina:
- Ángela María Téllez-Girón y Duque de Estrada (Pizarra, Málaga, 7 de febrero de 1925-Sevilla, 29 de mayo de 2015), XIII condesa de Pinto, XIV duquesa de Uceda, XVI marquesa de Villafranca del Bierzo, XX condesa de Ureña, XII marquesa de Jabalquinto, XX condesa-XVII duquesa de Benavente, XVI duquesa de Arcos, XIX duquesa de Gandía, XVIII marquesa de Lombay, XX duquesa de Medina de Rioseco, XVI condesa de Peñaranda de Bracamonte, XIII condesa de la Puebla de Montalbán, IX duquesa de Plasencia, XVII marquesa de Frechilla y Villarramiel, XX condesa de Oropesa, XIV marquesa de Toral, XXI condesa de Alcaudete, XVIII marquesa de Berlanga, XIII marquesa de Belmonte, XVII condesa de Salazar de Velasco, XVII marquesa de Jarandilla, XIV marquesa de Villar de Grajanejos, XV marquesa de Frómista, XIX duquesa de Escalona, XX condesa de Fuensalida, dama de la Real Maestranza de Caballería de Zaragoza y de la de Valencia, Gran Cruz de la Orden Constantiniana de San Jorge, de la Orden de Malta, de la Orden del Santo Cáliz de Valencia y de la Real Asociación de Hidalgos a Fuero de España.[16]

Casó en 1946 en primeras nupcias, en Espejo (Córdoba), con Pedro de Solís-Beaumont y Lasso de la Vega (1916-1959), caballero maestrante de Sevilla, y en segundas, en 1963, con José María de Latorre y Montalvo (1922-1991), VII marqués de Montemuzo, VIII marqués de Alcántara del Cuervo. El 15 de abril de 2016, previa orden del 17 de marzo del mismo año para que se expida la correspondiente carta de sucesión (BOE del día 30 del mes), le sucedió su hija:
- Ángela María de Solís-Beaumont y Téllez-Girón (n. Sevilla, 21 de noviembre de 1950), XIV condesa de Pinto, XIII marquesa de Jabalquinto, XVII marquesa de Villafranca del Bierzo, XVII marquesa de Peñafiel, XVII duquesa de Arcos, XVIII marquesa de Jarandilla, XXIV marquesa de Lombay, XXI condesa-XVIII duquesa de Benavente, XVII condesa de Peñaranda de Bracamonte, XIV condesa de la Puebla de Montalbán, XXI condesa de Oropesa, XXII condesa de Alcaudete, XIX marquesa de Berlanga, XVIII marquesa de Frechilla y Villarramiel, XV marquesa del Toral, dama de la Real Maestranza de Zaragoza, dama de la Asociación de Hidalgos a Fuero de España.[17]

Casó en primeras nupcias el 3 de marzo de 1973, en Puebla de Montalbán, con Álvaro María de Ulloa y Suelves, XI marqués de Castro Serna, en segundas con José Antonio Muñiz y Beltrán y en terceras con Pedro Romero de Solís.